# Meister des Jean Mansel
Als Meister des Jean Mansel oder Mansel-Meister auch Meister des Mansel wird der Buchmaler bezeichnet, der um 1467 eine Abschrift der Fleur des histories, eines Texts  des burgundischen Autors Jean Mansel, ausgemalt hat.  Der  namentlich nicht bekannte Maler hat die Mehrzahl der 65 Bilder in zwei der insgesamt drei Bänden dieser Kopie geschaffen. Der Text, zu dem sie der Meister gemalt hat,  ist eine um 1440 entstandene umfangreiche  Weltgeschichte von der Erschaffung der Erde bis hin zur Regierungszeit Karls VI.
Von der Fleur des histories sind insgesamt 53 Kopien erhalten geblieben. Der Meister des Jean Mansel ist nach seiner Kopie in der Klosterbibliothek des Wiener Schottenstifts (Cod. Scot. 167 (139) und Cod. Scot. 168 (140)) benannt.
Weiter hat der Meister des Jean Mansel eine Ausgabe des Decamerone von Giovanni Boccaccio illuminiert, an der er um 1440 zusammen mit dem Meister des Guillebert von Metz gearbeitet hat. Auch wird ihm ein um 1450 entstandenes Stundenbuch aus dem Besitz des burgundischen Adligen Antoine de Crèvecoeur zugeschrieben. Er soll es zusammen mit einem Assistenten ausgemalt haben, bei dem  es sich eventuell um Simon Marmion gehandelt haben könnte. Dieser war ein Buchmaler, der in Valenciennes tätig war, jedoch bleibt die Zusammenarbeit zwischen den beiden Künstlern umstritten.
Die Bilder des Meister des Jean Mansel deuten den Beginn einer Synthese der zu seiner Zeit noch führenden flandrisch-niederländischen Stilrichtung mit der nordfranzösischen Schule und Einflüssen der Buchmalerei aus Paris.